# Rejtvénycímer
A rejtvénycímer (de: Rätselwappen) olyan címer, mely vét a heraldikai színtörvény ellen, és ezért nehéz eldönteni, hogy tulajdonképpen milyen színek is szerepelnek benne.
Mivel a régi címerábrázolásokon a színek idővel módosulnak, kifakulnak, gyakran meglehetősen nehéz feladatot jelent az eredeti színek meghatározása. Egykor a címeres leveleken és más egyedi ábrázoláson valódi aranyat és ezüstöt használtak a megfelelő címerrészeken, ami a színek változása miatt ma már sok fejtörést okozhat. Az arany például a fakulás miatt vörösesebb lesz, az ezüst pedig az oxidáció miatt megkékül, szürke lesz vagy megfeketedik. Ami a képeken fekete, az lehetett ezüst vagy cinóber. Ezek a levegő kéntartalmának a hatására elsötétülnek. Használtak réz-oxid alapú festéket a zöldeskék színeknél, lápisz lazurit a kéknél, kármint a pirosnál és valódi bíbort a bíbornál. Ezen színek jóval tartósabbak.
A régebbi időkben gyakran előfordult, hogy egy régi ábra alapján a címert, helytelen módon, már a romlott színnel rajzolták meg újra, mivel nem ismerték az eredeti színeket. Részben ez lehet az oka az olyan antiheraldikus színek megjelenésének is a címertanban, mint a barna vagy a szürke.

## Kapcsolódó szócikk
Színek (heraldika)